# Marcos Lerbach
Antônio Marcos Lerbach (Colatina-ES, 1958) é um treinador de voleibol brasileiro que conquistou vários títulos mundiais e sul-americanos a serviço da Seleção Brasileira de Voleibol Masculino, tanto na categoria infanto-juvenil, como na juvenil. Também dirigiu a seleção adulta de novos e é supervisor técnico das seleções brasileiras de base e principal masculina. Foi campeão mundial com a seleção adulta masculina nos anos de 2002, 2006 e 2010, quando esteve integrado a Comissão Técnica.Como treinador de clubes também possui títulos comandando estes.

## Carreira
Formado em Educação Física pela UFMG cuja graduação foi no período de 1978 – 1982, com Mestrado em Fundamentos Sócio Políticos da Educação na Universidade Vale do Rio Verde UNINCOR, no período de 1999 a 2002, se especializou em Treinamento Esportivo, tem mestrado em Educação e cursa Direito. Atualmente atua como Consultor e também é Supervisor das seleções brasileiras, tanto nas categorias de base, quanto na principal.
Ao longo de sua atuação como treinador lançou estrelas consagradas do cenário mundial do vôlei como, por exemplo: Giba, Nalbert, Dante, André Nascimento, assim como, Ricardinho, Gustavo Endres e muitos outros talentos. Atuou como professor do curso de formação de treinadores e supervisor das seleções de base da CBV e foi professor universitário.
Sua carreira como treinador da seleção brasileira iniciou como assistente da seleção infanto-juvenil em 1982, a convite de Jorge Barros e Bebeto de Freitas. Nesta categoria comandou o selecionado brasileiro na conquistado ouro no Campeonato Sul-Americano Infanto-Juvenil realizado no Paraguai. Na categoria juvenil foi auxiliado por Waldson Lima na quarta edição do sul-americano realizado na Colômbia em 1984, quando conquistou ouro novamente.Em 1984, na Comissão Técnica da seleção infanto-juvenil foi campeão sul-americano no Chile.Em 1986 seu auxiliar era Afonso Carlos no quinto sul-americano da categoria infanto-juvenil realizado no Peru, comandando a equipe brasileira a mais um ouro. Ainda em 1986, esteve na seleção juvenil na conquista do ouro no sul-americano realizado no Brasill.
Entre 1987 a 1989, estave afastado das seleções nacionais e retornou em 1989.Comandou o selecionado brasileiro na categoria infanto-juvenil na conquista da medalha de ouro na primeira edição do Campeonato Mundial da categoria realizado nos Emirados Árabes no ano de 1989 e na ocasião foi auxiliado por Ricardo Tabach, este o auxiliou em 1990 em duas conquistas: ouro tanto na categoria infanto-juvenil quanto na juvenil, na Bolívia e Argentina, respectivamente; mas no Mundial Juvenil do Egito em 1991 não conseguiram avançar a final terminando na quarta posição.
No ano de 1991 modificou a comissão técnica trazendo para auxiliá-lo o técnico Percy Oncken. Comandou a seleção brasileira infanto-juvenil a brilhante conquista bicampeonato no Mundial sediado em Portugal. No ano seguinte com mesmo auxiliar técnico conduz selecionado brasileiro infanto-juvenil a mais um ouro sul-americano na Bolívia.No mesmo ano na categoria juvenil foi seu auxiliar Ricardo Tabach e conquistou o título sul-americano de 1992 no Equador conquistando em 1993 na Argentina na mesma categoria o ouro.Também em 1993 comandou a equipe do Brasil infanto-juvenil no Mundial da Turquia.
Comandou a seleção brasileira infanto-juvenil no sul-americano da Venezuela em 1994, quando foi campeão, mesmo resultado obtido com auxilio de Percy Oncken no sul-americano juvenil realizado no Peru neste mesmo ano. Com este auxiliar técnico conduziu a representação brasileira juvenil no Campeonato Mundial da Malásia de 1995 ao vice-campeonato e muitos destes jogadores do referido mundial foram convocados para seleção brasileira de novos para disputar os Jogos Pan-Americanos de 1995 onde não fizeram uma boa campanha terminando apenas na sétima colocação na Argentina.
Com Percy Oncken assumindo como treinador da catgeoria infanto-juvenil, Lerbach passou a ser auxiliado na categoria juvenil em 1996 por Roberley quando conquistou mais um ouro sul-americano e desta vez na Colômbia e no ano seguinte ficou com a prata no Mundial Juvenil do Bahrein.No Chile em 1998 foi campeão sul-americano na categoria juvenil e em 1999 foi bronze no mundial desta mesma categoria, realizado na Tailândia.
Foi campeão sul-americano em 2002 no Brasil, ouro também em 2004 no Chile e vice-campeão sul-americano juvenil em 2000 na Venezuela, em todas edições citadas foi auxiliado por Roberley, assim como título mundial juvenil de 2001 na Polônia e dois vice-campeonatos mundiais nesta categoria em 2003 e 2005, realizado no Irã e na Índia respectivamente.Foi prata em 2008 no sul-americano comandando a seleção juvenil e auxiliado por Flávio Marinho que o auxiliou no seu retorno no comando da seleção infanto-juvenil na conquista do ouro no sul-americano na Argentina em 2006 e no sétimo lugar do campeonato mundial infanto-juvenil do México.
Em clubes nacionais atuou como técnico no: Universo/Uptime, Minas Tênis Clube, Cocamar/Maringá, Fluminense Telemig Celular/Unincor, Vasco da Gama, INGÁ/ Álvares Também foi treinador da equipe Montes Claros em 2009
Sendo treinador do Olympico foi segundo colocado da Copa Brasil de 1991, mesma colocação no Circuito Nacional de Clubes de 1992 quando comandava o Fiat Minas e bronze na Copa Brasil de 1993 também pelo Fiat Minas. Contratado pelo Cocamar/PR foi campeão da Copa Brasil de 1995. Em 1999 de volta ao voleibol mineiro comandou a Telemig Celular /Unincor .Quando foi técnico do Vasco da Gama foi campeão carioca de 1999 e com a parceria do Vasco da Gama com a equipe mineira Três Corações, foi campeão mineiro em 2000 e obteve o título da Copa Challenger em 2001.
Nestes últimos 22 anos atua como técnico e coordenador das categorias de base das seleções (infanto-juvenil e juvenil), tendo contribuído na formação de quase toda a totalidade dos atletas da nossa seleção adulta. Foi campeão mundial em 2006 no Japão, sendo Assistente Técnico da Seleção Brasileira de Voleibol Masculino e da Liga Mundial de Voleibol em 2009 na Sérvia.Comandou a seleção brasileira na Copa Pan-Americana de 2010, na qua terminou na quarta colocação.
Também atuou como chefe da delegação brasileira na Liga Mundial 2010 forma na Liga Mundial de 2011 no mundial infanto-juvenil de 2013 e mundial juvenil também neste mesmo ano.
No dia 3 de outubro de 2016 recebeu a Medalha de Honra da Universidade Federal de Minas Gerais em cerimônia presidia pelo Magnífico Reitor Jaime Arturo Ramírez no auditório da Reitoria da Universidade[2].

## Títulos e Resultados
- 1991-4ºLugar no Campeonato Mundial Juvenil (Cairo,  Egito)[2]
- 1991- Vice-campeão da Copa Brasil[3]
- 1992- Vice-campeão do Circuito Nacional de Clubes[3]
- 1993- 3º Lugar da Copa Brasil [3]
- 1995- Campeão da Copa Brasil [3]
- 1995-7ºLugar dos Jogos Pan-Americanos (Mar del Plata,  Argentina)[2]
- 2001- Campeão da Copa Challenger[3]
- 1999- Campeão do Campeonato Carioca[3]
- 1999- Campeão do Campeonato Mineiro[3]
- 2000 -Campeão do Campeonato Carioca[3]
- 2000- Campeão do Campeonato Mineiro[3]
- 2001-Campeão do Torneio Internacional de Seleções Juvenis( Eslováquia)[4]
- 2003 -Campeão do Torneio Internacional de Gammertigen ( Alemanha)[4]
- 2003-Campeão do Torneio Internacional de Seleções Juvenis ( Rússia)[4]
- 2007-7ºLugar do Campeonato Mundial Infanto-Juvenil (Mexicali & Tijuana,  México)[3]
- 2010-4ºLugar do Copa Pan-Americana de Voleibol Masculino (San Juan,  Porto Rico)

## Premiações Individuais
- 1990- Insígnia da Inconfidência do Governo do Estado de Minas Gerais[4]
- 1991 -Medalha do Mérito Esportivo da Presidência da República[4]
- 1992- Medalha do Mérito Esportivo da Presidência da República[4]